# Rotschnabel-Grundkuckuck
Der Rotschnabel-Grundkuckuck (Neomorphus pucheranii) ist eine Kuckucksart der Neotropis. Die Art umfasst die zwei Unterarten N. p. pucheranii (Deville, 1851) und N. p. lepidophanes (Todd, 1925).

## Merkmale
Der Rotschnabel-Grundkuckuck ist eine große Kuckucksart, die etwa 50 cm groß wird. Es gibt keinen Geschlechtsdimorphismus. Die auffallend große Haube der Nominatform ist blau-schwarz bis lila glänzend gefärbt, die Stirn braun. Die Flügel erscheinen rotbraun bis schwarz-lila schimmernd, die Steuerfedern kastanienbraun bis oliv-grün schimmernd. Das Brustgefieder sowie der Kopf sind fahlgrau und erscheinen durch schwarze Federspitzen geschuppt. Ein schwarzer Ring trennt das hellgrau bis bräunlich gefärbte Bauch- vom Brustgefieder. Um das Auge gibt es einen federlosen roten Ring, hinter dem Auge einen blauen federlosen Bereich. Der Schnabel ist auffallend rot gefärbt, die Schnabelspitze gelb bis grün. Die Unterart N. p. lepidophanes unterscheidet sich von der Nominatform durch eine schwarze anstatt braune Stirnpartie sowie einen grau-schwarz geschuppt erscheinenden Bauch.

## Verbreitung und Lebensraum

Verbreitungskarte des Rotschnabel-Grundkuckucks (grün)

Der Rotschnabel-Grundkuckuck bewohnt tropische Regenwälder. Er bevorzugt dabei höher gelegene, nicht saisonal überflutete Gebiete wie z. B. Terra-Firme-Wälder. Das Verbreitungsgebiet der Nominatform erstreckt sich nördlich des Amazonas von Peru und Westbrasilien bis in den Osten Ecuadors und den Süd-Osten Kolumbiens. Das Verbreitungsgebiet der Unterart N. p. lepidophanes schließt sich südlich des Amazonas in Peru und Westbrasilien daran an. Aufgrund des großen Verbreitungsgebietes wird der Rotschnabel-Grundkuckuck seitens der IUCN als nicht gefährdet eingeschätzt.

## Lebensweise
Der Rotschnabel-Grundkuckuck bewegt sich wie andere Vertreter der Gattung Neomorphus meist am Boden fort. Er folgt hierbei Wanderameisen, Nabelschweinen und Tamarinen, um aufgeschreckte Beute oder heruntergefallene Früchten zu fressen. Hauptnahrung sind Insekten und Früchte. Der Kuckuck ist kein Brutparasit. Durch die Lebensweise der Kuckucke am Boden dichter Regenwälder und die dadurch erschwerte Beobachtung ist wenig über die Art bekannt, sie bedarf weiterer Forschung.